# Богдановка (Козельский район)
Богдановка — деревня в Козельском районе Калужской области. Входит в состав Сельского поселения «Село Бурнашево».
Деревня расположена на правом берегу реки Серёна, примерно в 2 км к западу от села Бурнашево.

## Население
На 2010 год население составляло 72 человека.